# Katrin Triendl
Katrin Triendl (* 20. Jänner 1987) ist eine ehemalige österreichische Skirennläuferin aus Oberperfuss in Tirol, deren stärkste Disziplin der Slalom war. Sie fuhr im Weltcup einmal unter die schnellsten zehn, wurde 2007 Österreichische Slalommeisterin und gewann drei Medaillen bei Juniorenweltmeisterschaften.

## Karriere
Katrin Triendl fuhr für den Skiclub SV Oberperfuss, besuchte das Skigymnasium in Stams und gehörte ab 2003 dem Kader des Österreichischen Skiverbandes (ÖSV) an. 2002 hatte sie in ihrer Altersklasse alle drei Wettbewerbe des Whistler Cups gewonnen. Bei den Juniorenweltmeisterschaften 2005 in Bardonecchia gewann sie die Bronzemedaille in der Abfahrt. Im Jahr darauf gewann sie bei den Juniorenweltmeisterschaften 2006 in Mont Sainte-Anne die Silbermedaille im Slalom und die Bronzemedaille in der Kombination. 2007 wurde sie Österreichische Staatsmeisterin im Slalom.
In der Saison 2005/06 erreichte Triendl den fünften Platz in der Europacup-Gesamtwertung. Im selben Winter bestritt sie mit dem Slalom in Lienz ihr erstes Weltcuprennen. In ihrem dritten Weltcuprennen am 29. Dezember 2006 holte sie mit dem 20. Platz beim Slalom am Semmering ihre ersten Weltcuppunkte. Ab der Saison 2007/08 kam sie regelmäßig in Weltcup-Slaloms zum Einsatz, konnte aber nur selten punkten. Ihr bestes Weltcupresultat erreichte sie am 29. Dezember 2007 mit dem neunten Platz beim Slalom in Lienz. Zum dritten und letzten Mal gewann sie zwei Wochen später mit Platz 20 in Maribor Weltcuppunkte.
Im Oktober 2009 erlitt Triendl beim Slalomtraining in Sölden einen Kreuzbandriss. Sie konnte danach an keinen Rennen mehr teilnehmen und gab im November 2010 ihren Rücktritt bekannt.

## Persönliches
Triendl ist mit dem Schweizer Skirennläufer Beat Feuz (* 1987) liiert.

## Sportliche Erfolge

### Weltcup
- 9. Platz beim Slalom in Lienz am 29. Dezember 2007 und weitere zwei Platzierungen unter den besten 20

### Europacup
- Saison 2005/06: 5. Gesamtwertung, 7. Slalomwertung, 10. Super-Kombinations-Wertung
- Saison 2006/07: 7. Super-Kombinations-Wertung

### Junioren-Weltmeisterschaften
- Bardonecchia 2005: 3. Abfahrt, 11. Super-G
- Québec 2006: 2. Slalom, 3. Kombination, 15. Abfahrt, 23. Riesenslalom
- Tarvisio 2007: 12. Abfahrt, 17. Riesenslalom

### Weitere Erfolge
- Österreichische Staatsmeisterin im Slalom 2007
- 6 Siege in FIS-Rennen